# علی عبدالکریم (بازیکن)
علی عبدالکریم (انگلیسی: Ali Abdulkareem؛ زادهٔ ۱۲ مهٔ ۱۹۹۱) یک بازیکن فوتبال اهل قطر است.